# Incestophantes mercedes
Incestophantes mercedes là một loài nhện trong họ Linyphiidae.
Loài này thuộc chi Incestophantes. Incestophantes mercedes được Ralph Vary Chamberlin & Wilton Ivie miêu tả năm 1943.